# なないろ航路
『なないろ航路』（なないろこうろ、七色航路）はJourney（ジャーニー）が製作したアダルトゲーム。2010年11月26日発売Journey。
有限会社フリーウェイのブランドであるJourneyの第1作。題名のローマ字表記はNanairo Kouro、英語名はSeven-Colored Waterway（タイトルロゴより）。
2011年4月30日にエンターブレインより、BGM25曲収録のサウンドトラックが付属されたビジュアルファンブック（ISBN 9784047272781、2940円）が発売された。

## ストーリー
現代の日本に暮らす少年「此花朔太」は不幸にも実の両親と離れ離れになり、学校にも通えず、貧乏な生活を送っていた。
ある日、彼のもとに自らを「縁結びの神様」と称する謎の少女「弁財天縁」が現れる。彼女の力によるものなのか、朔太はその後、ひょんなことから大富豪の娘「飛鳥未来」と知り合う。未来は不幸な境遇にある朔太を自分が通っている学園「プリンセスメリー女学園」へ入学させることを思いつく。
プリンセスメリー女学園は飛鳥家が所有する豪華客船「プリンセスメリー号」の上に設立された移動型の名門学校であり、生徒の多くは世界中から集められた名家の令嬢だった。朔太は学園で異国の姫君である「レイチェル・ウィンザー」や「シャルロット・ヴァーサ」、世界的に有名な歌姫の「七海遥」らと出会い、親しくなる。
努力の末、プリンセスメリー号に正式に入学を認められた朔太は、多くの少女達と共に世界各地を旅することになる。

## 登場人物

### メインキャラクター
此花 朔太（このはな さくた）
この物語の主人公。両親が多額の借金を背負ってしまったことで、一家揃って各地を転々としていたが、ある町で自分一人だけが置き去りにされ、以後は公園の土管の中で派遣労働をしながらホームレス生活を送っていた。心優しく、困っている人を放っておけない性格であり、周辺の住民たちからは気に入られている。学校に通っていないため、勉強はあまり得意ではないが、運動神経はかなり良い。
飛鳥 未来（あすか みらい）
声:斉藤愛子
世界に名を知られる日本の財閥「飛鳥グループ」の令嬢にして次期後継者。プリンセスメリー女学園の生徒でありながら、理事も兼任している。快活な性格で行動力があり、一度決めたことは貫き通す強い意志の持ち主。貧乳が悩み。
レイチェル・ウィンザー(Rachel Windsor)
声:森谷実園
プリンセスメリー女学園の2年生。西欧の歴史ある国「ウィンザー王国」の王女。国王ヘンドリックの娘。文武両道に秀で、プライドが高い。男である朔太がプリンセスメリー女学園に入ることに最初反対していたが、徐々に彼のことを認めてゆく。
七海 遥（ななみ はるか）
声:海原エレナ
プリンセスメリー女学園の2年生。世界的に有名な歌姫。未来やレイチェルのような上流家庭の出身というわけではない。お茶目で悪戯好きな性格であり、朔太のことを「朔たん」や「朔っち」などと呼んで可愛がる。
シャルロット・ヴァーサ(Charlotte Vaasa)
声:十代唯衣那
プリンセスメリー女学園の1年生。北欧の小国「ヴァーサ公国」の第2公女。内気でおとなしく、人見知りをしがち。日本の時代劇が好きで、時々語尾が「～ござる」になる。
弁財天 縁（べんざいてん えにし）
声：みる
「縁結びの神様見習い」を自称する謎の少女。朔太の妹として、プリンセスメリー女学園に転入する。常にテンションが高く、周囲にトラブルを起こすことが多い。

### サブキャラクター
ジョージ・ベイカー(George Baker)
声：まきいづみ
プリンセスメリー女学園の2年生。合衆国大統領の一人息子。性別は男で服装も男子用のものを着ているが、なぜかプリンセスメリー女学園には名目上女生徒として在籍している。
飛鳥 沙耶（あすか さや）
声：阿久根みずほ
プリンセスメリー女学園の生徒。幼い頃に飛鳥家の養子となった少女で未来の義妹。未来とはとても仲が良い。
マリア・プリマコフ(Maria Primakov)
声：池野ほたる
プリンセスメリー女学園の総代を務める女生徒。生真面目で責任感が強く、規律に厳しい。
高千穂 南（たかちほ みなみ）
声：咲ゆたか
プリンセスメリー女学園の学園長を務める妙齢の女性。温和な性格で、朔太の学園入学をすぐに許可した。「すぱろう」という名の不思議な動物をいつも連れている。
遠野 霧（とおの きり）
声：鮎川ひなた
プリンセスメリー号の若き女船長。優秀な航海士。
鬼ヶ島 桃太郎（おにがしま ももたろう）
声：鷹取玲
未来の執事を務める白髪の老人。
すぱろう
声：美澄すい
南学園長がいつも抱いている犬のようなタヌキのような不思議な動物。学園のマスコット。
レベッカ・ヴァーサ
声：茶谷やすら
クリス・フェアファクス
声：風間瞬
神宮司 亮一（じんぐうじ りょういち）
声：空乃太陽
ラディア卿
声：ソチャード・ギア

## 用語
プリンセスメリー号(Prinscess Mary)
飛鳥グループが有する豪華客船。もとはウィンザー王家が所有していたもので、それを飛鳥家が買い取って改装した。
プリンセスメリー女学園
プリンセスメリー号の船上に設立された全寮制の名門女子学園。世界中から集められた名家の令嬢などが在籍しており「国境のない学園」と呼ばれる。全校生徒数は約60人（30人×2学年）程度と少ない。船で世界各地を巡りながら立ち寄った先でボランティア活動をしたりチャリティー運動をしている。授業内容は礼儀作法など実技系の科目が多い。
神様のフェロモン
物語の冒頭で朔太が浴びてしまった謎の水。これを浴びた人間は異性にモテるようになるらしい。

## スタッフ
- 原画：みけおう（未来、遥、ジョージ、沙耶）、らっこ（レイチェル、マリア）、成瀬守（シャルロット）、さそりがため（縁、霧、クリス、桃太郎）、高苗京鈴（南、亮一、ラディア卿）[3][4]
- SD原画：eco*(65bpm)
- シナリオ：雨野智晴、たけうちこうた、桑原文彦Journey[1]（3人ともEDEN'S NOTES所属）
- 音楽：solfa
- 企画：雨野智晴
- ディレクター：リリ蔵

## 主題歌
ゲーム発売前の2010年10月27日に主題歌5曲を収録したCD『なないろ航路 VOCAL MINI ALBUM〜海と青空と歌声と〜』がLantisより発売された。
収録曲
| No. | 曲名                    | 歌手                 | 作詞     | 作曲        | 編曲        |
| --- | ----------------------- | -------------------- | -------- | ----------- | ----------- |
| 1   | OP曲「七色の地図」      | UR@N                 | Duca     | 俊龍        | 三宅博文    |
| 2   | ED曲「シアワセ♪」       | UR@N                 | Duca     | 俊龍        | 岡ナオキ    |
| 3   | 挿入歌「Heaven's gate」 | 佐咲紗花             | 佐咲紗花 | 俊龍        | 鈴木マサキ  |
| 4   | 挿入歌「手紙」          | Duca                 | Duca     | ANZE HIJIRI | ANZE HIJIRI |
| 5   | 歌姫ED「Song for…」     | 七海遥（海原エレナ） | Duca     | 東タカゴー  | 東タカゴー  |

## 反響

### 批評
『BugBug』2011年2月号に本作のレビューが掲載されている。レビュアーの春河みらいは、本作は、舞台学園が世界を移動する船の上に存在しているという設定が、数あるお嬢様学園ものの中でも異色であると述べている。主人公は万能で、縁がこぼした高濃度フェロモンを浴びているという設定もあり、「なんでこんな奴がもてる？」という疑問を持つこともなく、ハーレムのような展開を楽しめるとしている。発生するトラブルを金と権力で簡単に解決していく展開も逆に清々しく感じられると述べている。（226頁）